# 요 키미코
요 기미코(일본어: 余 貴美子, 1956년 5월 12일 ~)는 일본의 배우이다. 가나가와현 요코하마시 출신이며, 소속사는 알파 에이전시이다. 아버지는 하카계 대만인이며, 어머니는 일본인이다. 배우 한 분자쿠는 사촌 언니이며, 2006년 2월 2살 연하인 NHK 미술 스태프와 결혼했다.

## 출연 작품

### 영화
- 1995년 《학교 괴담》
- 1998년 《학교》
- 2000년 《순애보》
- 2001년 《자살 클럽》
- 2005년 《도쿄 타워》
- 2005년 《박치기!》
- 2005년 《남자들의 야마토》
- 2007년 《사랑의 유형지》
- 2008년 《굿바이》
- 2008년 《마법사에게 소중한 것》
- 2008년 《라면 걸》
- 2009년 《우리 의사 선생님》
- 2009년 《공기인형》
- 2010년 《달팽이 식당》
- 2010년 《고고한 메스》
- 2010년 《악인》
- 2011년 《8일째 매미》
- 2011년 《별을 지키는 개》
- 2011년 《철로》
- 2012년 《역전재판》
- 2012년 《사랑과 진실》
- 2012년 《외사경찰》
- 2015년 《심야식당》 - 하나와 치에코 역
- 2020년 《호텔로얄》

### 드라마
NHK
- 대하드라마
  - 봄의 파도 (1985년)
  - 아츠히메 (2008년) - 히사히메 역
  - 료마전 (2010년) - 오우라 게이 역
- 츄라상 (2001년 - )
- 외사경찰 (2009년)
- 사랑하는 일본어 (2010년 - 2011년)
- 나비부인 (2011년)
- 츠루카메 조산원~남쪽 섬으로부터~ (2012년)

닛폰 TV
- 위험한 형사 (1987년)
- 단 하나의 사랑 (2006년)
- 오센 (2008년)

TBS
- 사랑한다고 말해줘 (1995년)
- 사랑을 몇 년 쉬셨습니까? (2001년)
- 꿈의 캘리포니아 (2002년)
- 양키 모교로 돌아오다 (2003년)
- 지금, 만나러 갑니다 (2005년)
- 백야행 (2006년)
- 정말 좋아!! (2008년)

후지 TV
- 하쿠센 나가시 (1996년 - 2005년)
- 버진 로드 (1997년)
- 위험한 관계 (1999년)
- 스튜어디스 형사 (2001년)
- 안녕 오즈 선생 (2001년)
- 얼굴 (2003년)
- 상냥한 시간 (2005년)
- 오오쿠: 화의 란 (2005년)

TV 아사히
- 라스트 프레젠트 (2005년)
- 닥터 이라부 이치로 (2011년)
- 가정부 남자 미타조노 시즌 7 (2025년) - 무스비 요리코 역

TV 도쿄
- 수증기 스나이퍼 SP (2012년)